# 피코초
피코초(picosecond, 약자 ps)는 국제단위계의 시간의 단위로, 10−12 또는 1⁄1,000,000,000,000분의 1 초와 같다. 즉, 1조분의 1초, 백만분의 백만분의 1초, 또는 0.000 000 000 001초이다.
1 피코초가 1초에 해당하는 관계는 1초가 약 31,688.76년에 해당하는 관계와 같다.
여러 기술적 접근 방식은 한 자릿수 피코초 내에서 이미징을 달성한다. 예를 들어 스트릭 카메라나 강화 CCD (ICCD) 카메라는 빛의 움직임을 촬영할 수 있다.
1 피코초는 1000 펨토초 또는 1/1000 나노초와 같다. 다음 SI 단위가 1000배 크기 때문에, 10−11초와 10−10초의 측정값은 일반적으로 수십 또는 수백 피코초로 표현된다. 이 범위의 주목할 만한 측정값은 다음과 같다.
- 1.0 피코초 (1.0 ps) – 전자파 주파수 1 테라헤르츠 (THz) (1 x 1012 헤르츠)의 주기 시간. 역수 단위이다. 이는 빛의 속력(약 3 x 108 m/s)에 1 피코초를 곱하여 이동 거리를 계산하면 0.3 mm의 파장에 해당한다. 1 THz는 원적외선에 해당한다.
- 1 피코초 – 진공에서 빛이 약 0.30 mm를 이동하는 시간
- 1 피코초 – 바닥 쿼크의 반감기
- ~1 피코초 – 20°C 물 속 단일 H
3O+
 (하이드로늄 이온)의 수명[3]
- 피코초에서 나노초 – 유전체 분광법으로 관찰 가능한 현상
- 1.2 피코초 – 세계에서 가장 빠른 트랜지스터의 스위칭 시간 (2006년 기준 845 GHz)[4]
- 1.7 피코초 – 물의 회전 상관 시간[5]
- 3.3 피코초 (약) – 빛이 1 밀리미터를 이동하는 데 걸리는 시간
- 대폭발 후 10 피코초 – 전자기학이 다른 기본 상호작용과 분리
- 34 피코초 – 10기가비트 이더넷의 SFP+ 송신기의 신호 상승 시간(20%에서 80%)[6]
- 10 ~ 150 피코초 – 뜨거운 물에서 언 물까지 분자(184 g/mol)의 회전 상관 시간[7]
- 100 피코초 – USB 3.1과 같은 10 Gbit/s 직렬 통신 링크의 단위 간격[8]
- 108.7827757 피코초 – 세슘-133 원자의 바닥 상태 두 초미세 준위 사이의 절대 영도에서의 전이 시간
- 330 피코초 (약) – 일반적인 3.0 GHz 컴퓨터 CPU가 처리 주기를 완료하는 데 걸리는 시간

## 같이 보기
- SI 단위
- 초 (시간)
- 나노초
- 마이크로초
- 밀리초
- 지피 (시간)
- 크기 정도 (시간)